# Francis P. Mulvey
Francis Patrick Mulvey (geboren am 5. Mai 1944 in Astoria, New York) ist ein amerikanischer Wirtschaftswissenschaftler und Staatsbediensteter. Er war Mitglied des Surface Transportation Boards.

## Leben
Francis P. Mulvey besuchte vom September 1962 bis zum Juni 1966 die New York University und erreichte den Abschluss als Bachelor of Science. Danach war er bis September 1966 forschend beim NASA/Oakland Budget Project tätig, dem eine Tätigkeit als Schadensregulierer-Trainee bei einer Versicherung bis zum Dezember 1966 folgte. Anschließend studierte er von Januar 1967 bis zum Juni 1968 an der University of California in Berkeley und legte seinen Master of Arts ab. Gleichzeitig war er ab Januar 1967 bis zum September 1969 Dozent an der Golden Gate University in San Francisco. Danach arbeitete er von Oktober 1969 bis zum März 1970 beim Beratungsunternehmen George S. May Company und vom Mai 1970 bis zum September 1970 für die Continental Insurance Company. An der Washington State University lehrte er von September 1970 bis zum Juni 1972. Seinen Ph.D. in Wirtschaftswissenschaften erhielt er 1974. Seine Dissertation hatte den Titel: „The Economic Future of Amtrak.“
Vom Juli 1972 bis zum Juni 1973 arbeitete er als Ökonom für die Federal Railroad Administration. Anschließend war er vom Februar 1974 bis zum Juni 1975 Berater beim Verkehrsministerium des Bundesstaates Wisconsin. Zur gleichen Zeit war er vom September 1973 bis Juni 1975 Lehrbeauftragter an der Bowling Green State University. Von September 1975 bis zum Januar 1977 war er Berater beim Beratungsunternehmen Harbridge House in Boston und gleichzeitig vom September 1975 bis zum Juni 1977 Lehrbeauftragter im Fachbereich Wirtschaftswissenschaften am Wheaton College. Vom August 1977 bis zum März 1979 war er Berater der National Transportation Policy Study Commission sowie von September 1977 bis zum 1. Januar 1982 Lehrbeauftragter im Fachbereich Wirtschaftswissenschaften an der Northeastern University in Boston.
Vom November 1982 bis zum März 1983 war er Vizepräsident für Forschung bei der American Bus Association. Danach war er bis zum Oktober 1984 Programmmanager des Transportation Research Board bei der National Academy of Sciences. Vom November 1984 bis zum Oktober 1985 arbeitete er bei der Abfallwirtschaftskommission des Bundesstaates New York als Direktor für ökonomische Forschung. Vom Oktober 1985 bis zum März 1999 arbeitete er beim General Accounting Office. In der gleichen Zeit war er von September 1992 bis zum Dezember 2003 Lehrkraft an der Robert H. Smith School of Business in College Park (Maryland). Ab März 1999 bis zum Februar 2000 war er im Verkehrsministerium der Vereinigten Staaten Inspektor für die Eisenbahn-, Transit- und Sonderprogramme. Vom Februar 2000 bis zum Juni 2004 arbeitete er als leitender Berater für die Bereiche Eisenbahn, Pipelines und Gefahrstoffe bei Unterausschüssen des ständigen Ausschusses für Transport und Infrastruktur des Repräsentantenhauses.
Er wurde am 17. November 2003 von Präsident George W. Bush als demokratischer Nachfolger von Wayne O. Burkes im Surface Transportation Board nominiert und nach Bestätigung durch den Senat am 21. Mai 2004, trat er diese Position im Juni 2004 an. Am 30. November 2007 wurde er für eine weitere Amtszeit bis zum 31. Dezember 2012 nominiert und am 19. Dezember 2007 bestätigt. Vom 12. März bis zum 13. August 2009 war er kommissarisch Leiter der Behörde. Während seiner Amtszeit im Surface Transportation Board überwachte er unter anderem die Revision des Kostenkontrollsystems für die Bahngesellschaften. Er verblieb noch bis zum 31. Dezember 2013 im Amt, da ein Nachfolger nicht rechtzeitig nominiert und bestätigt wurde. Seine Nachfolgerin wurde Deb Miller.
Seit dem Ausscheiden aus dem Staatsdienst arbeitet Francis P. Mulvey als Berater im Verkehrsbereich.
Er ist verheiratet und hat einen Sohn.

## Veröffentlichungen (Auswahl)
- The Economic Future of Amtrak (Dissertation), 1974
- The Future of Rail Passenger Services in Wisconsin, 1975
- The Northeast Corridor High Speed Rail System: Selected Impacts on Alternative Modes—a Report to the U.S. DOT Transportation, 1975
- Intercity Domestic Transportation for Passengers and Freight: A Report to the U.S. Senate Committee on Commerce, Science, and Transportation, 1977
- “Consolidation of Transportation Regulatory Agencies” und “Capital Formation in the Airline and Railroad Industries”, National Transportation Policy Study Commission Special Report No. 1: Issues in Transportation, 1978
- Amtrak: An Experiment in Rail Service, National Transportation Policy Study Commission, 1979
- Intermodal Impacts of Great Lakes/St. Lawrence Seaway System Season Extension: A Report to the U.S. Army Corps of Engineers, Transportation and Economic Research Associates, 1979
- ‘‘Amtrak: A Cost-Effective Approach’’, Transportation Research, Vol. 13, 1979
- ‘‘Interurban Helicopter Services: A Comment’’, Journal of the New England Business and Economics Association, 1980.
- ‘‘Passenger Transportation in the Year 2000’’, State Transportation Issues and Actions, Special Report No. 189. Transportation Research Board, 1980
- ‘‘Amtrak Versus Intercity Bus’’, Challenge, Vol. 23, No. 3, 1980
- A Taxpayer’s Perspective on Amtrak, National Taxpayers’ Union, 1981.
- Amtrak: The First Decade, 1981.
- ‘‘New Directions in Materials Reclamation’’, Journal of Natural Resources and Technology, Vol. 14, No. 4, University of Pennsylvania, 1985.
- International Airline Alliances: A Study of Codesharing’s Impact on Airlines and Consumers’’ (mit T. Hannegan), Journal of Air Transport Management, 1996.